# اورهئی
اورهئی (به لاتین: Orhei) یک منطقهٔ مسکونی در مولداوی است که در Orhei District واقع شده‌است. اورهئی ۸٫۵ کیلومتر مربع مساحت و ۲۱٬۰۶۵ نفر جمعیت دارد.

## خواهرخوانده
شهرهای بیکاز، پیاترا نئم، برگاما و دولینا خواهرخوانده‌های اورهئی هستند.